# Porta Vecchia (Grosseto)
Porta Vecchia est la plus ancienne porte des remparts de Grosseto, et est située à l'angle sud du centre historique de Grosseto en Toscane. Avec le Cassero Senese (Donjon siennois), c'est l'un des rares éléments architecturaux conservés des anciens murs médiévaux, survivant aux travaux de reconstruction menés par les Médicis dans la seconde moitié du XVIe siècle.

## Histoire
La porte de ville date du XIVe siècle et était l'accès Sud à la ville médiévale fortifiée de Grosseto ; elle s'appelait Porta Cittadina, un nom que la tradition locale faisait remonter au capitaine du peuple Lambertesco Cittadini. La porte était équipée d'un donjon, une fortification à tourelle à des fins défensives. Au XVIe siècle, lorsque les Médicis font construire les nouvelles fortifications de la ville (1565-1593), la porte est conservée et incorporée dans l'enceinte des Médicis. Rebaptisée Porta Reale, elle fut le seul accès à la ville pendant plus de deux siècles, le point de convergence de toutes les routes ; ce n'est qu'en 1755 qu'un deuxième accès fut ouvert avec la Porta Nuova, située à l'extrémité Nord. 
Entre 1848 et 1850 s'achèvent les travaux de démilitarisation des murailles défensives, avec la transformation des courtines et allées en jardins publics.  En 1854, la tour de guet médiévale qui surplombait la porte a été démolie et en 1882, le tourillon gauche du bastion Cavallerizza a été enlevé pour ouvrir plus d'espace dans la zone devant la porte. 
La zone au sud de la ville, entre la Porta Vecchia et l'Ombrone, à partir de la fin du XIXe siècle a vu l'émergence du premier faubourg hors des murs de la ville.

## Description
La Porta Vecchia s'ouvre le long du côté Sud-Est de l'enceinte de Grosseto, sur le côté droit du bastion Cavallerizza, le long du tronçon du mur qui relie ce rempart au bastion Maiano. Venant de l'extérieur, la porte mène au centre historique en entrant sur la Piazza del Sale.
La Porta Vecchia ressemble à une double porte d'accès à travers les murs, caractérisée du côté extérieur par un arc en plein cintre recouvert de travertin et surmonté d'un arc brisé plus ancien, dont le sommet a été coupé lors des travaux de 1854 qui ont amené à la démolition de l'ancienne tour de guet médiévale.

## Galerie

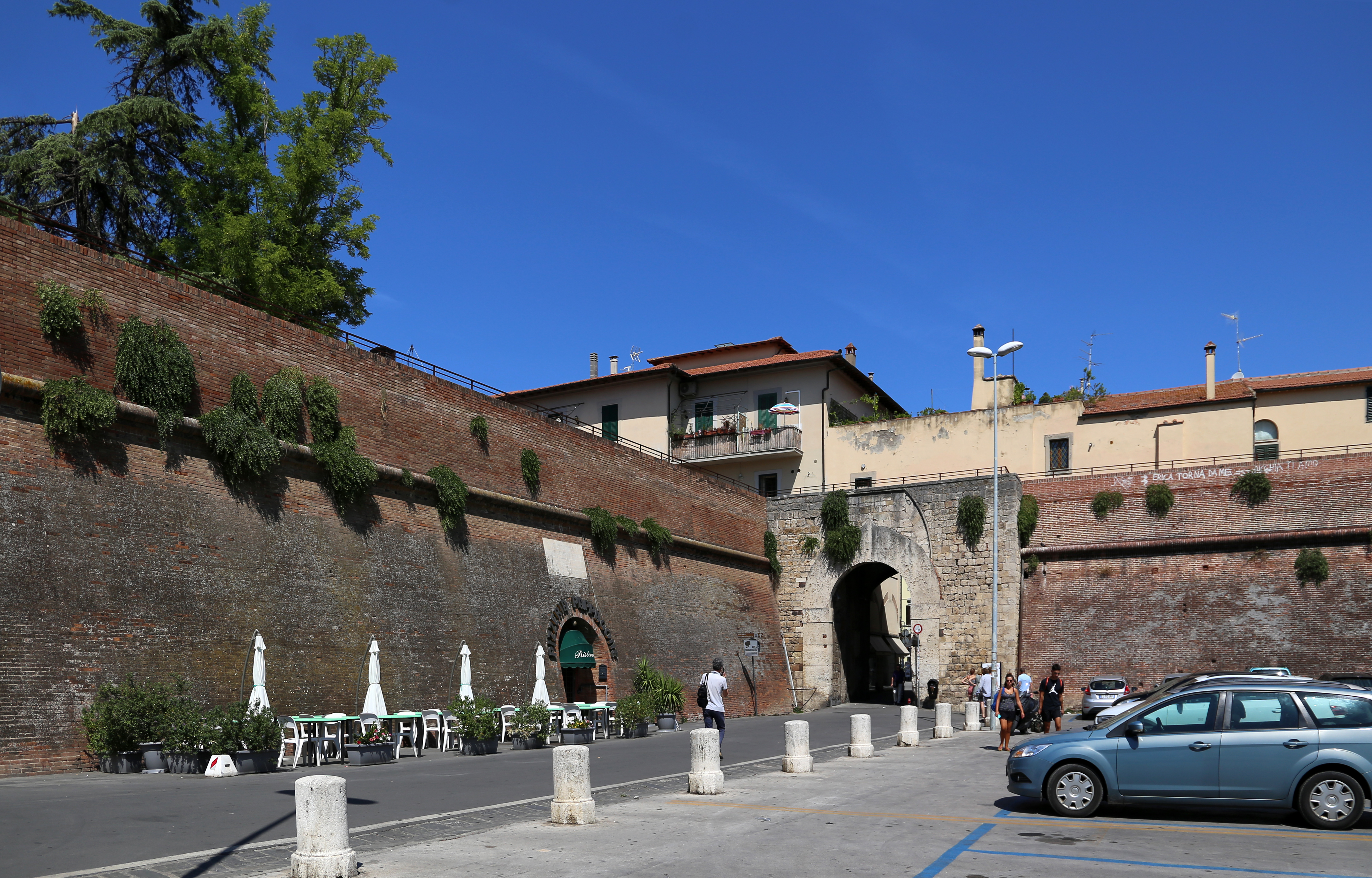
La Porta Vecchia contre le Bastion Cavallerizza.
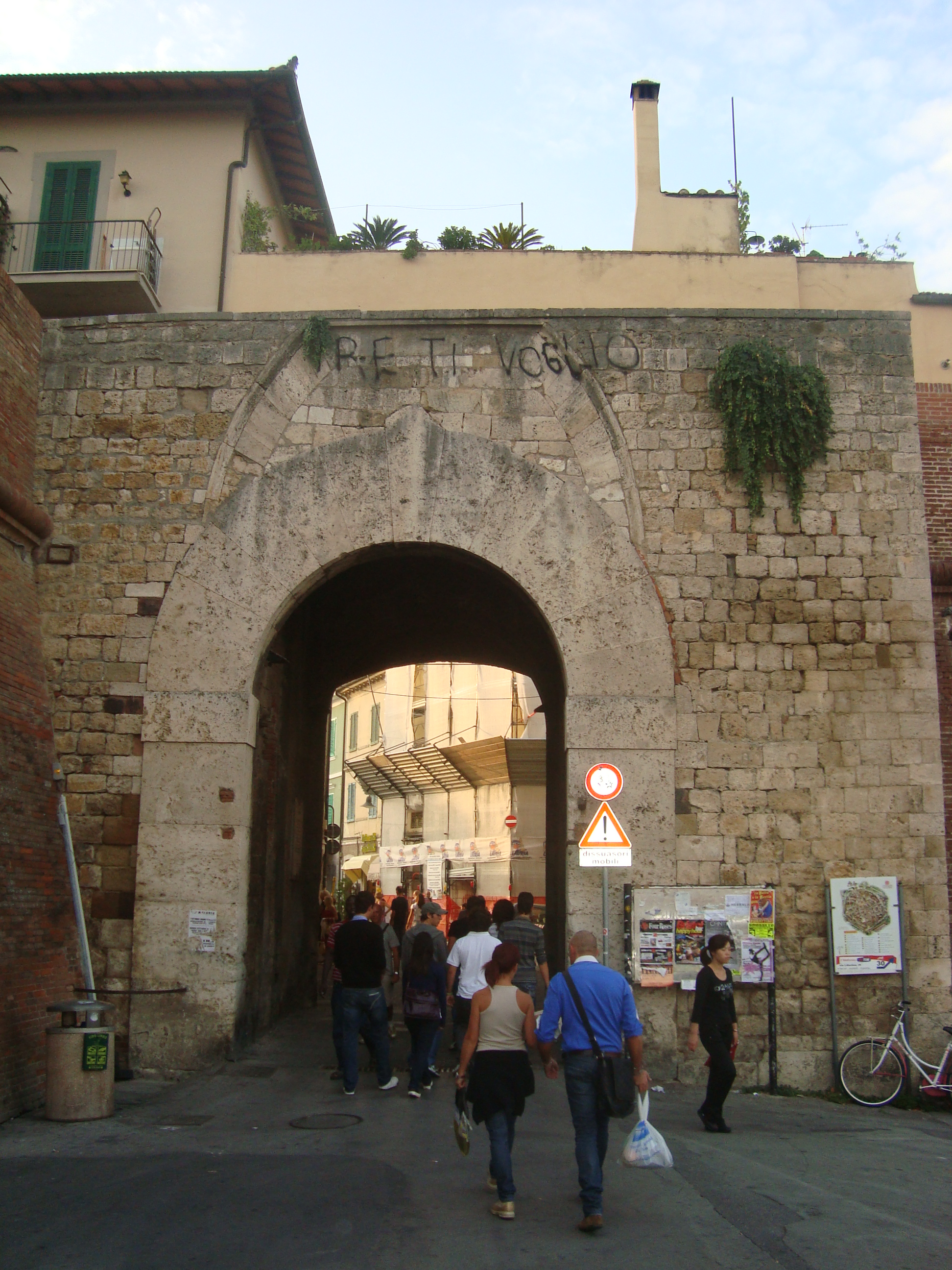
La Porta Vecchia (extérieur).
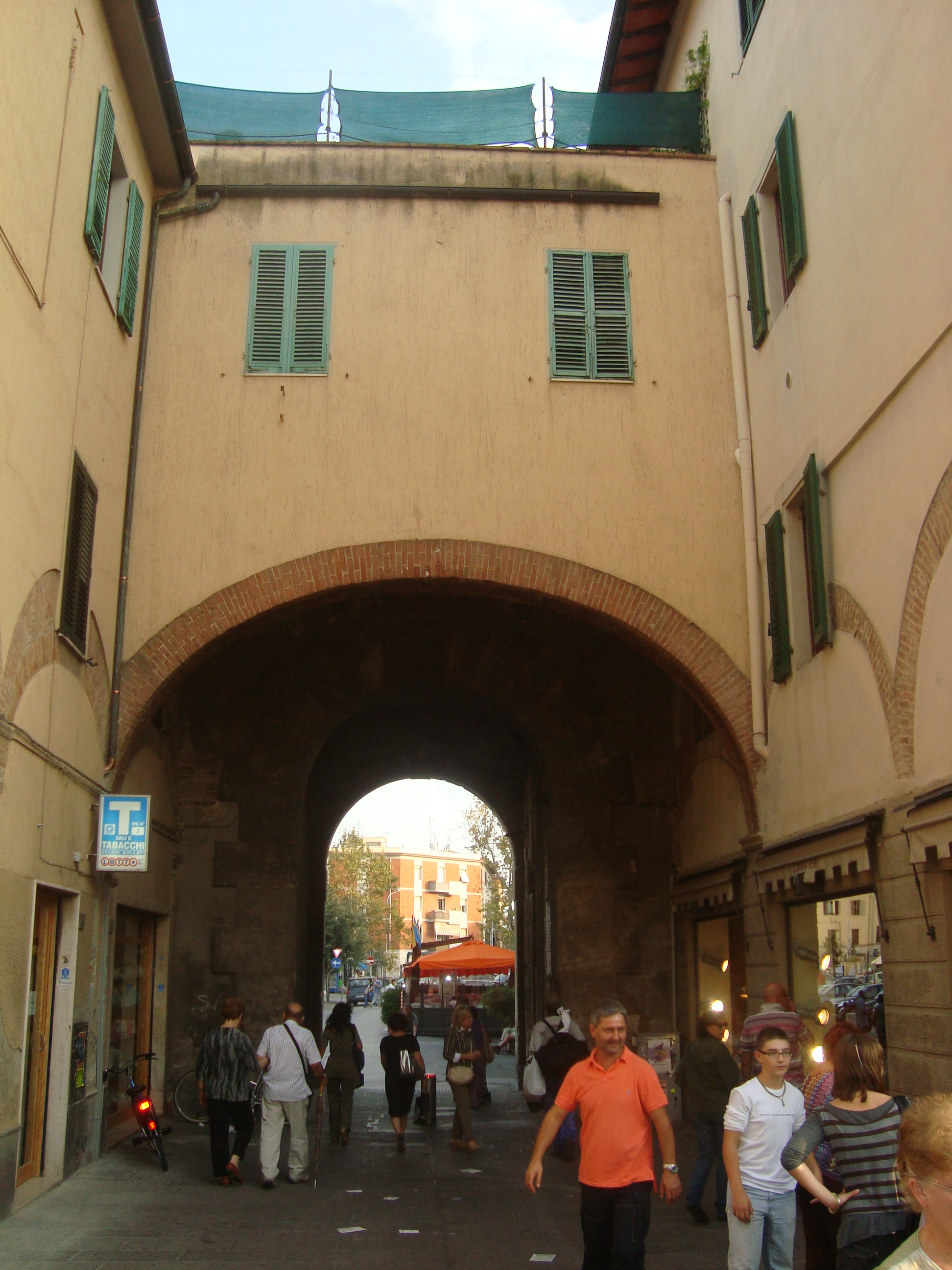
La Porta Vecchia (intérieur).

## Sources
- (it) Cet article est partiellement ou en totalité issu de l’article de Wikipédia en italien intitulé « Porta Vecchia (Grosseto) » (voir la liste des auteurs).